# Penicillium chrysogenum
Penicillium chrysogenum är en mögelsvamp som är vitt spridd i naturen och ofta hittas i livsmedel och i inomhusmiljö  . Den kallades tidigare Penicillium notatum en art beskriven av den svenske farmakognosiprofessorn R.P. Westling.
Det har sällan rapporterats som källa för sjukdomar hos människan. P. chrysogenum är en källa till flera antibiotika, den viktigaste penicillin G. Andra sekundära metaboliter inkluderar olika penicilliner, roquefortine C, meleagrin, chrysogine, xanthocillin, secalonsyra, sorrentanon, sorbicillin och PR-toxin.

## Historia
P.chrysogenum användes av egyptierna redan för tusentals år sedan, de använde den i medicinskt syfte som antibiotika. Mögelsvampen togs från bröd och gröt och intogs oralt. Alexander Fleming, en skotsk mikrobiolog, råkade av misstag återupptäcka mögelsvampens funktion 1928. Fleming åkte bort från labbet över helgen men försummade att städa upp sina bakterieexperiment med Staphylococcus aureus på en labbänk. När han återvände upptäckte han växande mögelsvampar i en av bakterieodlingarna. Han märkte också ett avstånd mellan mögelsvampskulturens kant och bakteriekulturen. Fleming försökte under lång tid återskapa experimentet, men utan framgång. Sommaren 1928 hade varit ovanligt kall, vilket Fleming inte tagit hänsyn till under sina försök att återskapa resultatet, vilket orsakade långsam tillväxt av både bakterier och svampar, vilket är nödvändigt för att kunna se den hämmande effekten. Det var hans kollega Ronald Hare som lyckades återskapa resultaten genom att sänka temperaturen. Howard Walter Florey (1898–1968) och Ernst Boris Chain (1906–1979) var de forskare som mest framgångsrikt följde upp Alexander Flemings upptäckt av penicillin och delade med honom 1945 Nobelpriset i fysiologi och medicin.

## Uppbyggnad
P. chrysogenum har en typisk cellstruktur för eukaryoter. Den har ett cellskelett av tubulin som används för motilitet och för stadga. Den har fyra kromosomer och kan även innehålla plasmider.

## Ämnesomsättning
P. chrysogenum är heterotrofa och foder av frukten de förstör. En intressant aspekt av metabolismen hos P. chrysogenum är att den uttrycker metabola gener differentiellt vid odling i olika medium. Förmånliga genuttryck stänger ner sekundära metaboliska vägar.  

## Sexuell förökning

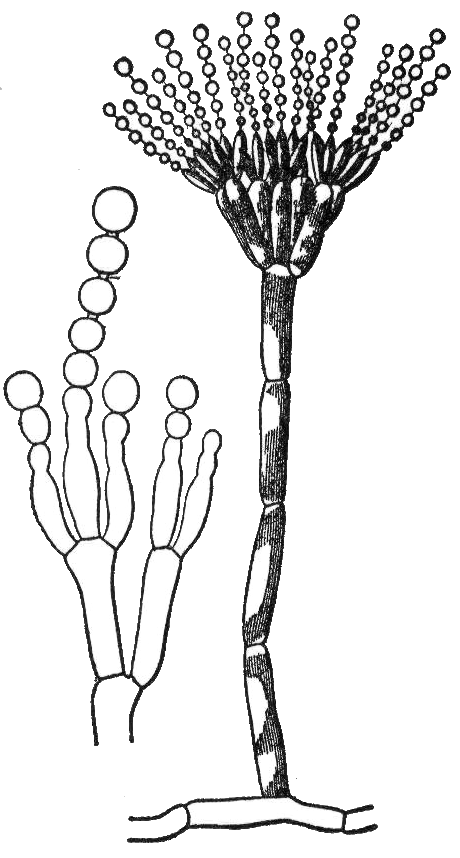
Kodidiosporer som gett P.chrysogenum sitt latinska namn.

P. chrysogenum reproducerar sig genom asexuella sporer (konidier) som släpps ut i miljön i en process som kallas groning. Efter groningen sprids de haploida sporerna och reformerar till konidier genom mitos och därmed fortsätter cykeln. En enda asexuell spor kallas för en konidie och hänvisas också som en mitospor. Namnet Penicillium kommer från att konidiosporernas utseende liknar en pensel. Penicillus är latin för pensel.
Konidiosporerna är grenade och består av multinucleata celler. På ändarna av grenarna i konidiosporerna produceras de flaskliknande sterigmata. En sterigma (pl. sterigmata) är en förlängning av basidium (spor-bärande celler), som består av en filamentös del och en smal projektion med sporer vid spetsen. De är flerkärnbildande och bär konidier i kedjor. Varje konidial kedja har hundra eller fler konidier. Varje konidium är flerkärnbildande och grön, om konidier blir utspridda och får tillgång till lämplig föda och lämplig miljö för groning, gror de genom att producera rör som utvecklas till nya mycel. Sexuell reproduktion hos P. chrysogenum sker mycket sällan, om alls.

## Ekologi
P. chrysogenum är vanligast i naturen i fuktiga jordar med rikliga mängder kol och kväve för mykorrhiza tillväxt. Pencilliumsvampar är mångsidiga och opportunistiska. De är patogener som angriper efter skörd. Penicilliumarter är en av de vanligaste orsakerna till svamp och förruttnelse i frukt och grönsaker.

## HurP. chrysogenumförsvarar sig mot bakterier

β-laktam-molekylen som är kärnan i ett flertal antibiotikum

P. chrysogenum producerar en cellväggssynteshämmande molekyl, β-laktam, som är cidalt för bakterier och även kallas penicillin. Penicillinet är en inhibitor för bakteriens enzym som bygger upp bakteriens cellvägg av peptidoglykan som hålls samman av pentapeptidbryggor. Penicillinet förhindrar bildandet av pentapeptidbryggor, detta resulterar i bakteriens död då det vid celldelning inte produceras någon ny cellvägg. Grampositiva bakterier (G+) är i regel känsligare för penicillin än gramnegativa (G-), detta beror på de mycket olika uppbyggda strukturerna runt omkring bakterierna. G+-bakterier har en tjock cellvägg bestående av peptidoglykan (som kan vara uppemot 40 lager tjock) och innanför cellväggen finns cellmembranet. G--bakterier har ett yttre cellmembran delvis täckt av lipopolysackarider (som vårt immunförsvar är anpassat för att uppmärksamma) följt av ett periplasmiskt utrymme. I det periplasmiska utrymmet finns en tunn cellvägg av peptidoglykan. Innanför cellväggen finns ett inre cellmembran. Skillnaden mellan G+- och G--bakteriers uppbyggnad är det som avgör deras känslighet för penicillin. G--bakterier har en fysiskt mindre mängd cellvägg som dessutom är skyddad av ett yttre cellmembran medan G+-bakterier har en större och mer oskyddad mängd cellvägg.

## Bakteriers försvar motP. chrysogenum
Överanvändningen av olika bakteriehämmande substanser, Antibiotikum, har lett till en ökande resistens hos bakterier. Bakteriers resistens beror på enzymet β-laktamas (enzym) som klipper upp mögelsvampens β-laktammolekyler. Genen för att producera β-laktamas sitter i regel på bakteriers plasmider och kan därför föras över från bakterie till bakterie med hjälp av F-pili. Plasmiderna (med genen för β-laktamasproduktion) sprids genom horisontell spridning (från cell till cell). Mottagaren transformeras efter mottagandet till en penicillinresistent bakterie. Bakteriers resistens sprids även genom vertikal spridning d.v.s. från modercell till dottercell. I en miljö med penicillin utsätts populationen för ett selektivt/evolutionärt tryck. Spridningen sker då i hög takt främst vertikalt men även horisontellt. Detta är ett stort problem i sjukhusmiljö då patienter med redan utsatt immunförsvar blir utsatta för dessa svårbekämpade bakterier.

## Ekonomisk betydelse
Penicillinsvampar förstör årligen stora mängder mat. Möbler och läder utsätts även i vissa fall för angrepp. Den största ekonomiska betydelsen av P. chrysogenum är dess förmåga att producera penicillin.